# Buk v Horní Sněžné
Buk v Horní Sněžné je památný strom na Šumavě. Nachází se poblíž žluté turistické stezky z Horní Sněžné do Nových a Jodlových Chalup (na hřebeni vpravo) v okrese Prachatice v Jihočeském kraji. Má obvod 675 cm a po Buku v Boučí se jedná o druhý nejmohutnější památný buk v Česku - buky na rozdíl do dubů a lip nejsou tak dlouhověké a obvodu přes 5 metrů dosahují výjimečně.

## Základní údaje
- název: Buk v Horní Sněžné
- výška: 14 m[1], 20,5 m[2]
- obvod: 630 cm (1970), 680 cm (1981), 675 cm (1995)[3]
- věk: 500 let

## Stav stromu a údržba
Zdravotní stav tohoto buku je hodnocen stupněm 4.
V roce 2016 byl strom poškozen přírodními živly a nyní z něj zbývá pouze torzo.